# Frankfurt Universe
Frankfurt Universe är en klubb för amerikansk fotboll, som håller till i Frankfurt am Main, Tyskland. Klubben bildades 2007. Frankfurt Universe är efterföljaren till Frankfurt Galaxy. Klubbens färger är violett och orange. Klubben gick upp till German Football League år 2015.

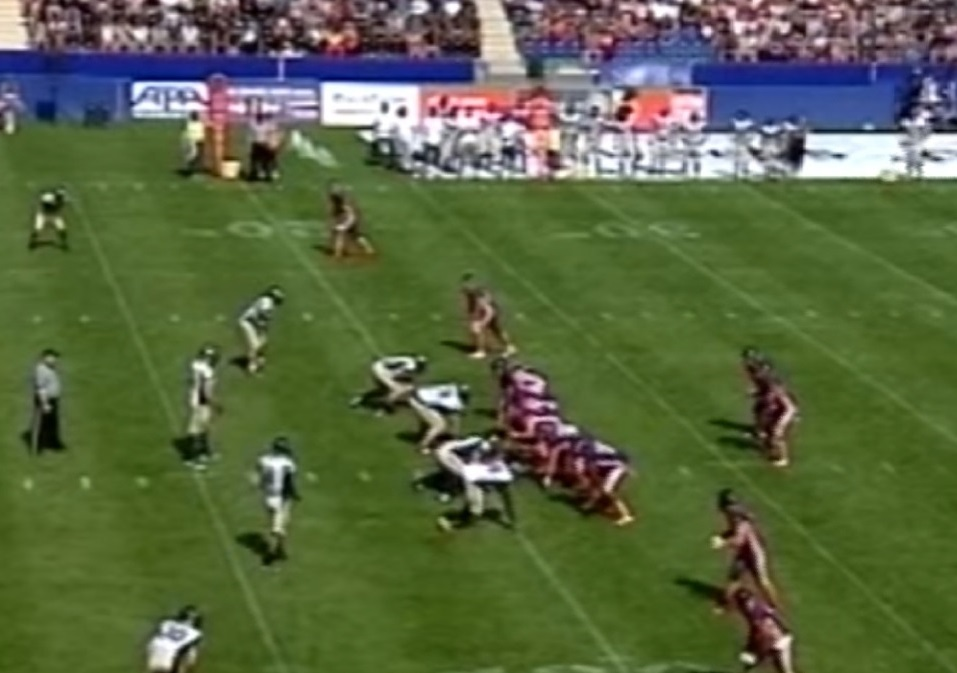
Frankfurt Universe vs. Nürnberg Rams 2015

## Meriter
- EFL Bowl mästare: 2016

- GFL 2 Syd mästare: 2015